# キー兄弟
キー兄弟（キーきょうだい）、アル・キー（Al Key、Algene Key）とフレッド・キー（Fred Key、Frederick Key）はアメリカ合衆国のパイロットである。1935年6月から27日間に渡って、無着陸飛行を行った。
第一次世界大戦後に航空に興味を持ち、1920年代にバーンストーミングに加わった後、ミシシッピー州メリディアンのMeridian Municipal 空港の管理人となった。大恐慌の影響で、空港は不要とされ閉じられることになった。キー兄弟は空港の廃止を避けるために人々の関心を引くために、無着陸飛行時間記録の更新に取り組むことにした。
当時、空中給油の課題は、給油ホースからの燃料の漏洩で、漏れたガソリンがしばしばエンジンの排気管で触れて発火した。キー兄弟は、発明家のA.D.ハンターとともに給油ノズルが燃料タンクに完全に挿入された時に自動的に開くバルブを発明した。ノズルが燃料タンクから外れると、バルブは自動的に閉じて、ガソリンの漏れるのを防いだ。この機構はこの後さらに改良されて、今日の空中給油システムでも用いられている。さらに飛行中に、機体の点検ができるようにキャット・ウォークが取り付けられた。
1935年6月4日、兄弟はオーレ・ミス号と名付けたカーチス ロビンでメリディアン空港をメリディアンから出発した。27日間にわたって、メリディアン周辺を飛行し、毎日数回、もう1機のロビンから空中給油を受け、ロープでつるした食料と補給品を受け取った。7月1日に着陸し、6,000ガロンを越える燃料を使って52320マイル（約83,700km）を飛行した。無着陸飛行時間は653時間34分であった。
キー兄弟は、「フライング・キーズ」と呼ばれ、オーレ・ミス号はワシントンの国立航空宇宙博物館に展示されることになった。この飛行の後、メリディアンの空港はキー飛行場と改名された。
キー兄弟は第二次世界大戦に、爆撃機のパイロットとして第二次世界大戦に従軍し、フレッドは、殊勲十字章を受賞し、アルも多くの叙勲を受けた。アルは1960年まで空軍で働き、その後メリディアンの市長を務めた。フレッドはキー飛行場でキーブラザース・フライングサービスを経営した。